# Pilar Aranda Ramírez
Pilar Aranda Ramírez (Zaragoza, 14 de diciembre de 1958) es catedrática de fisiología de la Universidad de Granada y docente en la Facultad de Farmacia, en la de Ciencias del Deporte y en el Aula permanente de Formación Abierta de la misma universidad. En 2015 se convirtió en la primera mujer rectora de la Universidad de Granada.

## Biografía
Nació en Zaragoza aunque inmediatamente sus padres se desplazaron a Granada  por motivos laborales. Se licenció en farmacia (1980) y en ciencias biológicas (1986) doctorándose en 1984 en esta universidad.
Desde 1981 impartió docencia de licenciatura, grado y posgrado en la Facultad de Farmacia y la Facultad de Ciencias del Deporte, así como en el Aula Permanente de Formación Abierta. También desarrolló labores docentes en otras universidades e instituciones académicas españolas (Universidad Autónoma de Madrid, Universidad Autónoma de Barcelona y Universidad Carlos III de Madrid, entre otras) e hispanoamericanas (Universidad de Guadalajara, México; Universidad de Antioquia, Colombia; Universidad de Quito, Ecuador). En la actualidad es catedrática del Departamento de Fisiología de la Universidad de Granada.

### Actividad investigadora
Aranda ha desarrollado su labor de investigadora en el grupo de investigación "Fisiología Digestiva y Nutrición", en el Instituto Universitario de Nutrición y Tecnología de los Alimentos y en el de Deporte y Salud de la Universidad de Granada. Sus líneas de investigación se centran en el estudio de la biodisponibilidad de nutrientes, valoración del estado nutricional en poblaciones en situaciones patológicas y hábitos de vida saludable. A lo largo de su carrera científica ha participado en veinte proyectos y varios contratos de investigación siendo Investigadora Principal de nueve proyectos del Plan Nacional de I+D y de cuatro contratos. Ha dirigido trece tesis doctorales, seis de ellas internacionales. Es autora de más de noventa publicaciones recogidas en el Journal Citation Report, cuenta con numerosas comunicaciones y ponencias en congresos nacionales e internacionales y varios capítulos de libro en editoriales de prestigio.

### Gestión y política universitaria
En su trayectoria dentro de la Universidad de Granada, ha formado parte de su claustro desde 1982 y específicamente ha sido representante en las Comisiones Económicas y de Posgrado. En el ámbito de la gestión universitaria y de políticas de investigación ha sido evaluadora de diversas agencias, directora de la Agencia Estudiantil y vicerrectora de Estudiantes de la UGR, directora de la Fundación Euroárabe de Altos Estudios y Secretaria Ejecutiva del Plan Andaluz de Investigación. Ha sido miembro de Consejos Rectores de diversos centros de investigación como el Centro Andaluz de Biología del Desarrollo, Centro Andaluz de Medioambiente, Centro Andaluz de Arqueología Ibérica, entre otros. Pilar Aranda ha sido miembro del Consejo de Participación de Doñana y vocal de la Agencia Andaluza del Conocimiento. Desde el 27 de mayo de 2015 Pilar Aranda es la rectora de la Universidad de Granada. Actualmente, Pilar Aranda es miembro de la Comisión Ejecutiva de la Conferencia de Rectores de Universidades Españolas (CRUE) y de la Asociación de Universidades Iberoamericanas de Posgrado.

### Participación ciudadana
Además de su actividad docente e investigadora y de gestión en la Universidad de Granada ha sido presidenta de la Comisión de Control de Caja Granada desde enero de 2011 a junio de 2014, fue responsable del área de investigación en el Plan Director de La Alhambra durante los años 2007 y 2008. Ha sido cofundadora y miembro del Colectivo Independiente de Mujeres (CIM) y de la asociación Granada o Nunca. En el año 2008 formó parte de la candidatura del Partido Socialista Obrero Español (PSOE) en la provincia de Granada para el Congreso de los Diputados.

## Premios y distinciones
- 2016 Premio Especial Meridiana 2016 “Carmen Olmedo” de la Junta de Andalucía.[9]